# Oxytropis czapandaghi
Oxytropis czapandaghi är en ärtväxtart som beskrevs av Boris Fedtjenko. Oxytropis czapandaghi ingår i släktet klovedlar, och familjen ärtväxter. Inga underarter finns listade i Catalogue of Life.